# Los paraguas (1883)
Los paraguas es un cuadro pintado por Pierre-Auguste Renoir (1841-1919), pintor del impresionismo francés entre los años 1881-1886, la obra se exhibe en la National Gallery de Londres.

## Descripción
El cuadro representa una escena de ciudad en el momento que empieza a llover con múltiples personajes, casi todos con paraguas, menos la mujer que aparece en primer plano y dos niñas pequeñas en la parte derecha del cuadro. 
La composición juega con formas circulares y semicirculares (cesto, paraguas o aro) y predomina el color azulado. El tratamiento geométrico de los paraguas podría estar influido por la obra de Cézanne, aunque la forma de representación humana es muy propia de Renoir, marcada por la suavidad, calidez y la idea de felicidad de los personajes que contrasta con el ambiente grisáceo del día de lluvia. 
Mirbeu dice sobre Renoir "Quizás sea el único pintor que nunca ha pintado un cuadro triste".
Esta obra pertenece a un periodo de transición de Renoir, donde agotado por el impresionismo busca un nuevo estilo, el japonismo, que hacía furor en los medios parisinos de la época. Se influencia del pintor japonés Hokusai.
Se piensa que esta obra puede haber sido pintada en dos períodos distintos, la parte de la derecha donde hay una mujer mirando abajo y las dos niñas tienen un tratamiento a base de pincelada suelta propio del impresionismo, podrían haber sido pintadas entre 1881 y 1882. En cambio la mujer que aparece en primer plano con la cesta esta perfilada y tiene mucha más nitidez que las otras figuras de la derecha, podría datar entre 1883-1886, su silueta muy dibujada y su factura más ajustada y clásica anuncian el periodo denominado "agrio".
Aunque se sabe que la mujer de la cesta fue pintada inicialmente con estilo impresionista y representada como una burguesa con un vestido de encajes y con sombrero pero se sustituyó por la joven con la cesta que es realmente una costurera, sin paraguas, sin sombrero y con un vestido humilde hecho con tela de Castres, uniforme de las obreras. Este personaje mira al espectador. al contrario de la madre burguesa con los ojos bajos.
Otra idea que refuerza la hipótesis de que la obra se pintó en dos periodos distintos es el uso del color azul, diferente en cada parte del lienzo, la zona derecha está pintada a base de azul cobalto (pigmento usado por el artista hasta principios de los años 80), y en la zona izquierda el azul empleado es el azul ultramar, que empezó a utilizar a partir de esa fecha.
En 1881 Renoir se trasladó a Italia donde estudió la obra de Jean-Auguste Dominique Ingres y empezó a utilizar su estilo lineal, claramente visible en esta obra.

### Tema
Renoir representa en esta obra una escena de la vida urbana de la gran ciudad, un tema típico de la pintura impresionista, aunque no muy empleado por Renoir, ya que prefería las escenas de campo. Se ha analizado el tema como la incomunicación de una sociedad en transformación ya que parece que los personajes no tengan relación y se ignoren, como la joven que ignora a los requerimientos del caballero o la niña del aro ignora a su madre y a su hermana. Renoir famoso por el retrato de niños muestra a esta niña con un vistoso sombrero y elegante abrigo y un rostro que recuerda a sus propios hijos, la pequeña junto a la modista es la protagonista del lienzo, se convierte cómplice con el espectador, ya que nos dirige la mirada.
Como es habitual en la obra de Renoir podemos reconocer a algunos personajes, como su hermano Edmond y su amigo Paul Lothe (inspirado en el personaje que observa a la costurera) y la modelo y futura pintora Suzanne Valadon.